# 덴젤 커리
덴젤 레이 돈 커리(Denzel Rae Don Curry, 1995년 2월 16일 ~ )는 미국의 래퍼이자 예술가이다. 플로리다주 캐롤 시티(Carol City, Florida)에서 태어나고 자란 커리는 6학년 때 랩을 시작했고, 2011년 첫 믹스테이프를 만들기 시작했다. 언더그라운드 플로리다 래퍼 스페이스 고스트 퍼프(SpaceGhostPurrp)의 영향을 받은 이 믹스테이프는 나중에 퍼프의 소셜 미디어에 소개되어 커리가 지역 음악계에서 주목받게 되었고, 결과적으로 퍼프의 힙합 그룹 레이더 클랜에 합류하게 되었다.
커리는 2013년 레이더 클랜을 떠나 고등학교 시절인 9월에 데뷔 앨범 "Nostalgic 64"를 발매했다. 그는 2015년 "32 젤/플래닛 슈룸스32(32 Zel/Planet Shrooms)", 2017년 "13 (덴젤 커리 EP)", 2020년 "언락드 (덴젤 커리 앤 케니 비츠 앨범)", 2016년 "Imperial (덴젤 커리 앨범)", 2018년 "Your Eyez", 2022년 "Myeeltu" 등 3개의 정규 앨범을 발매했다. "Ta13oo", "Zuu", "Melt My Eyez"는 빌보드 200 차트에서 각각 28위, 32위, 51위로 데뷔했다. 그의 모든 프로젝트는 상당한 찬사를 받았다.

## 생애
덴젤 레이 돈 커리(Denzel Rae Don Curry)는 1995년 2월 16일 플로리다주 캐롤 시티에서 태어났다. 그는 어머니와 아버지를 통해 바하마 혈통을 이어받았다.커리는 초등학교 6학년 때 랩을 시작하기 전, 초기 시적 야망으로 예술가의 길을 걷기 시작했다.그는 "Boys & Girls Clubs of America" 지부에서 랩 배틀에 도전하는 데 시간을 보냈다.그는 마이애미의 디자인 앤 건축 고등학교를 2년 동안 다녔고, 퇴학당했다. 커리는 마이애미 캐럴 시티 고등학교에 진학하여 "Nostalgic 64"를 작업하기 시작했다. 2018년 "더 조찬 클럽(The Breakfast Club, (radio show))"과의 인터뷰에서 커리(Curry)는 자신이 어린 시절 이름 없는 나이 든 남성에게 아동 성폭력을 당했다고 폭로했다.

## 커리어

### 2011–2012: 커리어의 시작
2011년 9월 24일, 커리는 "King Remembered Underground Tape 1991-1995"라는 제목의 첫 믹스테이프를 발매했다. 커리가 올린 전체 프로젝트는 나중에 스페이스 고스트 퍼프의 페이지에 포함되었고, 이것은 덴젤의 음악 경력의 탄생을 촉진시켰다. 커리의 첫 믹스테이프가 발매된 후, 커리는 스페이스 고스트 퍼프의 힙합 그룹 "Raider Klan"의 멤버가 되었다.
2012년, 그는 "King of the Croblebul South Vol.1 Underground Tape 1996"이라는 제목의 두 번째 믹스테이프를 발표했는데, 이 믹스테이프는 동료 미국 래퍼 "얼 스웨트셔츠"와 "Od Future Records"의 다른 멤버들의 관심을 끌었다.
커리의 세 번째 믹스테이프인 "Strictly for My R.V.I.D.X.R.Z"는 역시 캐롤 시티에 살았고 덴젤 커리와 같은 고등학교에 다녔던 트레이본 마틴의 사망 이후 발매되었다. 그의 랩 스타일과 음반 이름은 투팍 사커에서 크게 영감을 받았다.
2012년 말, 커리는 매니저 마크 마투라(Mark Maturah)를 만났고, 그의 지도 하에 J. K.가 참여한 첫 번째 스튜디오 싱글 "Dark & Violent"를 발매했다. J. K. The Reaper and Nell가 피쳐링해, 사운드클라우드에 업로드되었다. 2021년, "Curry Wuz Here"라는 이름의 믹스테이프가 유튜브에 공개되었고, 발매일은 2011년 1월 16일이라고 주장되었다.

### 2013–2014: "Nostalgic 64"(노스텔라직 64)
그룹 레이더 클랜(Raider Klan)이 해체되면서 커리는 솔로 랩 활동을 시작하기로 결정했다. 2013년 9월 3일, 커리(Curry)는 정규 앨범 "Nostalgic 64"를 발매했다. 이 음반에는 "JK 더 리퍼(JK the Reaper)", "릴 어글리 마네(Lil Ugly Mane)", "마이크 G(Mike G)", "넬(Nell)", "롭 뱅크$(Robb Bank$)", 스티븐 A(Stephen A. Clark), 클라크(Stephen A. Clark), 그리고 "영시미(Yung Simmie)" 등의 게스트 출연이 포함되어 있다. 2014년, 커리는 "데니로 패러(Deniro Farrar)"의 트랙 "Bow Down" (패러의 "Rebirth" EP에 포함)에 출연했다. 그리고 커리는 딜런 쿠퍼의 트랙인 "Eyes of the World" (쿠퍼의 "X:XX" 믹스테이프에 포함)에 출연했다. 커리는 자신이 "아웃캐스트의 음반(Outkast's record)", "아케미니(Aquemini)"로부터 많은 영감을 받았다고 진술했고, 그가 음반을 듣는 동안 그리운 64의 표지를 그렸다고 말했다. 그는 또한 "Goodie Mob"과 "CeeLo Green" 그리고 다른 남부 음악에서 영감을 받았다.

### 2015–2016: "32 Zel/Planet Shrooms(젤/플래닛 슈룸 32개)" and "Imperial(제국의)"
2015년 6월 9일, 커리는 자신의 첫 번째 더블 EP인 "32 Zel/Planet Shrooms"를 발매했다. 이 노래는 입소문이 났고, 보틀 플립(Bottle flipping) 비디오을 통해 여러 곡들 사이에서 재생되었다. 스포티파이에서 1억 7천 5백만 개 이상의 스트림을 수집했으며 유튜브에서 6천 5백만 개의 조회수를 기록했다. 2016년 첫 발매는 싱글 "Flying Nimbus"였다.
2016년 3월 9일 발매된 그의 두 번째 정규 앨범 "Imperial (덴젤 커리 앨범)"은 2016년 10월 14일 스포티파이를 통해 디럭스 버전으로 재발매되었다.
2016년 6월 XXL 2016 신입생 반의 일환으로 XXL 잡지에 게재되었다. 이 출연의 일환으로 커리는 릴 우지 버트(Lil Uzi Vert), 릴 야치(Lil Yachty), 21 새비지(21 Savage), 코닥 블랙(Kodak Black)과 함께 '신입생 사이퍼'를 공연했다. 2021년 3월 현재, 이 사이퍼는 XXL 채널에서 가장 많은 1억 8천만 건 이상의 유튜브 조회수를 기록했다.

### 2017–2018: "13" and "Ta13oo"

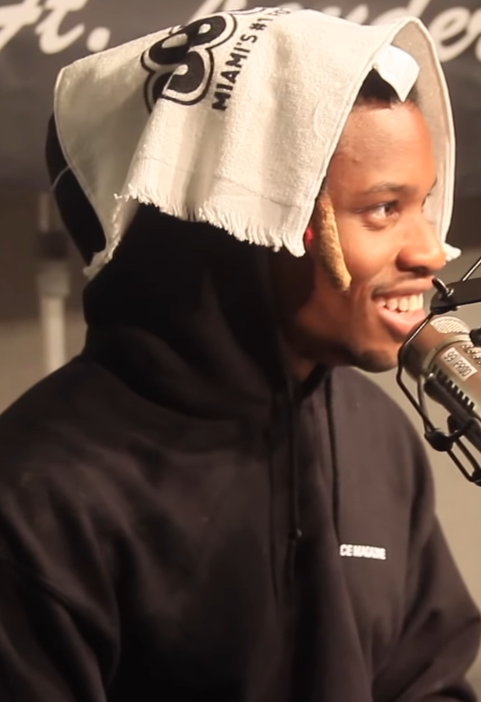
2018년 공연 모습

2017년 5월 13일, 커리는 사운드클라우드 계정에 "Hate Government demo"라는 제목의 트랙을 업로드했다.그 후 몇 주 동안 그는 "Equalizer (demo)"와 "Seltron 60억"이라는 제목의 노래에 대한 데모를 두 번 더 발표했다. 이 발표와 함께 소셜 미디어에서 일련의 암호화된 게시물들(젤트론(Zeltron)이라는 또 다른 분신을 묘사하는 듯함)이 있은 후, 그는 2017년 6월 25일 "13 (덴젤 커리 EP)"이라는 제목의 EP를 발매했다. 모든 데모 트랙은 EP뿐만 아니라 두 개의 다른 신곡에 포함되었다. 2017년 8월 18일, 커리(Curry)는 "스카이워커(Skywalker)"라는 또 다른 노래를 발표했다. 그 해 9월 22일, "32 젤"의 리마스터 버전이 줄시 되었으며, 쥬시 J가 피처링한 "Ultimate"의 리믹스도 포함되었다.
"13"에서 데모를 발표하기 시작한 이래, 커리(Curry)는 세 번째 정규 앨범 "Ta13oo"에 대해 여러 차례 언급했다. "13"은 "Ta13oo"의 샘플러 역할을 하며, 음반의 발매일은 발표되지 않았다. 2018년 2월 28일, 그는 아티스트 에이셉 퍼그(ASAP Ferg)의 노래 "Kristi"에 출연했다. 이 곡은 3월 10일 TX 오스틴에서 라이브로 처음 공연되었다.2018년 3월 16일, 그는 자신의 공식 유튜브 채널에 아이디케이(Rapper)의 피처링 곡인 "Uh huh(어허("를 다시 한번 올렸다.
2018년 4월 2일, 커리(Curry)는 "Ta13oo" 의 리드 싱글 "Sumo"를 발매했다. 2018년 5월 24일, 커리(Curry)는 앨범의 두 번째 싱글 "Percs"를 발매했다. 2018년 7월 13일, 커리는 세 번째 싱글 "Clout Cobain"을 발매했고, 2018년 7월 13일, 그의 앨범 "Ta13oo"가 3막으로 발매될 것이라고 발표했다. 1막 《라이트》는 7월 25일에 개봉되었고, 이어 7월 26일 《그레이》, 7월 27일 《다크》가 개봉되었다. "Sumo"는 "Light"를, "Clout Cobain"은 "Gray"를, "Percs"는 "Dark"를 의미하기 때문에 이전에 발매된 각 싱글은 앨범의 활동 중 하나를 나타낸다.

### 2019–2021: Zuu, 13루드 인+ 13루드 아웃 및 잠금 해제

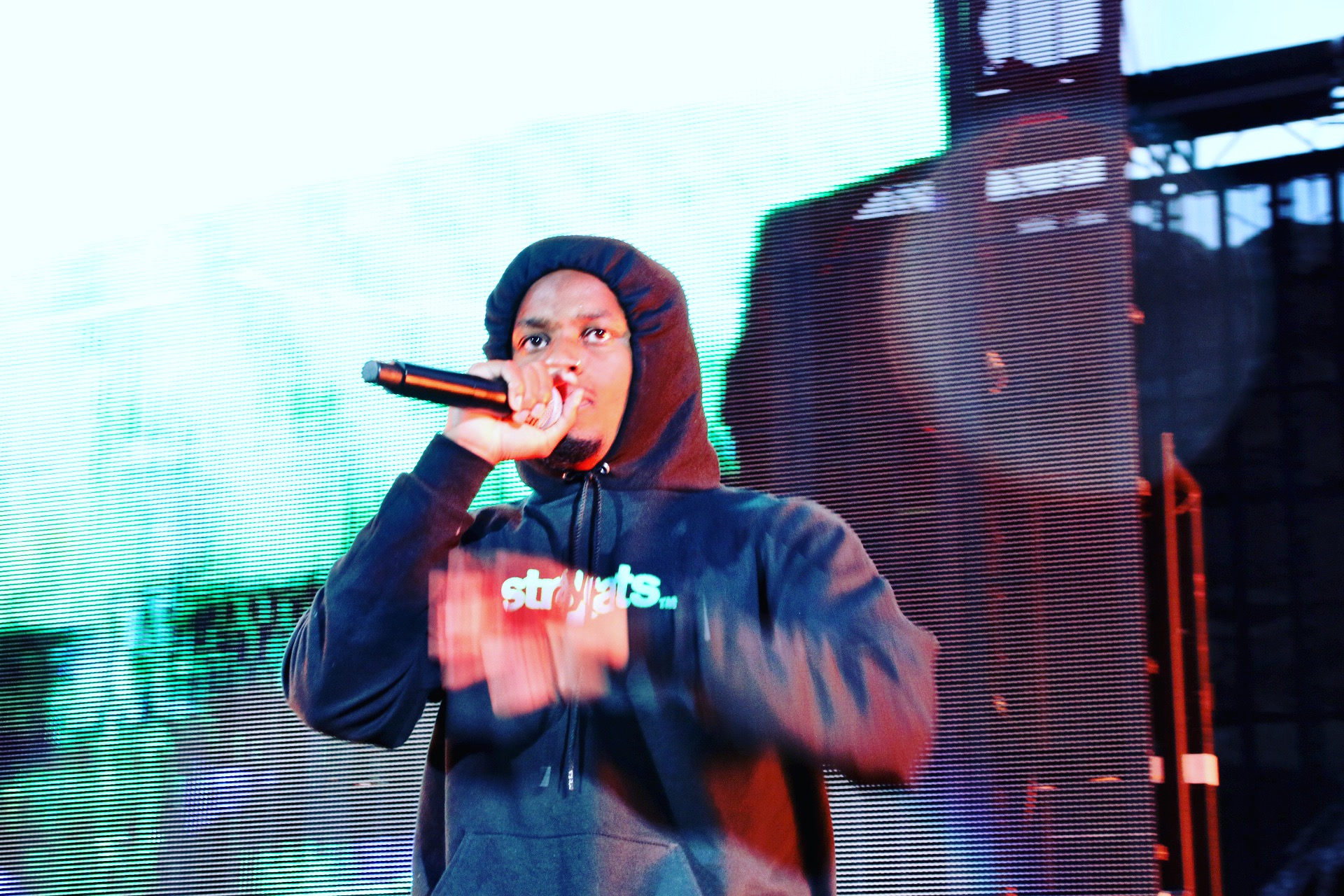
2019년 공연 모습

2019년 2월 14일, 커리(Curry)는 레이지 어게인스트 더 머신의 "Bulls on Parade"의 커버곡으로 오스트레일리아의 라디오 방송국 트리플 J에서 공연했다. 그의 커버는 그 해 트리플 J 핫티드 100 카운트다운에서 5위에 올랐다.
2019년 5월 8일, 커리(Curry)는 "Ta13oo" 발매 이후 첫 싱글 "Ricky"를 발매했다. 이 노래의 제목은 이 노래가 영감을 받은 그의 아버지의 이름을 따서 지어졌다. 2019년 5월 22일, 커리(Curry)는 두 번째 싱글 타이틀 "Speedboat"을 발매했고, 2019년 5월 31일에 그의 다음 앨범 "Zuu"를 발매했다.
2019년 7월 15일, 커리는 "더 투나잇 쇼 스타링 지미 팰런(The Tonight Show Starring Jimmy Fallon)"에서 자신의 앨범 "Zuu"의 "Ricky"와 "Wish"의 메들리를 공연하며 텔레비전 데뷔를 했다. 그는 또한 자신의 특징인 레게머리를 잘라냈다고 밝혔다.
2020년 1월 6일, 커리는 "13lood 1n + 13lood Out"이라는 제목의 프로젝트를 발표했는데, 이 프로젝트에는 동료 래퍼인 고스트메인, 자비에 울프, 질라카미, 언더헤이쳐버스(Underachievers)의 AK가 참여했다. 이 프로젝트는 2018년 11월에 처음 발표되었다.
2020년 2월 7일, 커리(Curry)는 케니 비츠와의 EP 콜라보레이션 앨범 "Unlocked 덴젤 커리(Denzel Curry) 앤 케니 비츠(Kenny Beats) 앨범"를 발매했다. 이 영화는 단편 애니메이션과 함께 개봉되었다.2020년 8월, 커리는 가수 영블루드와 함께 Madden NFL 21의 사운드 트랙 "Lemonade"에 출연했다. 2020년 10월, 커리는 $NOT의 트랙 "Sangria"에 출연했다.
2021년 3월 5일, 커리(Curry)는 케니 비츠와(Kenny Beats)의 이전 콜라보레이션 앨범인 언락드(Unlocked 1.5)를 리믹스한 "Unlocked"를 발매했다.
그 리믹스 음반에는 《로버트 글래스퍼(Robert Glasper)》, 《연금술사(The Alchemist)》, 《조지아 앤 멀드로(Georgia Anne Muldrow)》, 《상고(Sango, 뮤지션)》, 《제이 베르사체(Jay Versace)》, 《고드모드(Godmode)》, 《찰리 히트(Charlie Heat)》의 새로운 프로듀싱과 《스미노(Smino)》, 《조이 바다스(Joey Badass)》, 그리고 《부티(Benny the Butcher)》 등의 새로운 피처링들이 수록되어 있다.
2021년 6월, 커리는 데이비드 최와 함께 FX 《더 최 쇼(The Choe Show)》에 출연했다.

### 2022–현재:Melt My Eyez See Your Future (내 눈을 녹여 당신의 미래를 보세요)
2022년 1월 5일, 커리(Curry)의 다섯 번째 정규 앨범 "Melt My Eyez See Your Future"의 공식 예고편이 그의 유튜브 채널에 업로드되었다.이 음반에는 "T-Pain", "6lack", "Slowthai", "Rico Nady", "J.I.D", "Thundercat(뮤지션)"과 같은 아티스트들의 게스트 출연이 포함될 것으로 밝혀졌다. 커리(Curry)는 이 프로젝트가 그의 이전 작품들과는 다른 새롭고 더 성숙한 사운드를 특징으로 할 것이라고 말했다.: "여러분들은 더 이상 같은 유형의 덴젤(Denzel)을 듣지 않을 것입니다." 1월 24일, 아드리안 빌라고메즈(Adrian Villagomez)가 연출한 웨스턴(western,장르)에서 영감을 받은 뮤직비디오와 함께 "Walkin"이라는 싱글이 발매되었다. 커리는 또한 이 음반은 "'Ta13oo'나 'Imperial (덴젤 커리 앨범)'에 포함할 수 없었던 모든 것으로 구성되어 있다"고 말했다. 왜냐하면 저는 우울증과 분노의 문제를 겪고 있었기 때문입니다."라고 말했고, 그리고 전통 힙합, 드럼 앤 베이스, 트랩 음악, 시, 재즈에서 영감을 얻었다. 같은 날, 이 음반을 홍보하는 북미와 유럽 투어(게스트 배우 케니 메이슨(Kenny Mason), 마이크 다임스(Mike Dimes), 레드베일(Redveil), 플레이댓 보이제이(PlayThatBoiZay))가 발표되었다. 2월 24일, 커리는 슬로우타이(Slowthai)가 피처링한 앨범 "Zatoichi"의 또 다른 싱글을 발매했다. 아드리안 비야고메즈(Adrian Villagomez)가 연출한 뮤직비디오도 곁들였다. 3월 18일, 커리(Curry)는 이 음반이 3월 25일에 발매될 것이라고 발표했다. 3월 21일, 세 번째 싱글 "Troubles"가 뮤직비디오와 함께 발매되었다. 이 음반은 2022년 3월 25일에 발매되었다. 빌보드 200 차트에서 51위로 데뷔했고,빌보드 탑 R&B/힙합 앨범 차트에서 23위를 차지했다.

## 개인사
2014년 2월 27일, 커리(Curry)의 동생인 트리 존슨(Treon "Tree" Johnson)은, 플로리다(Florida)주 히알레아(Hialeah)에서 경찰의 추적을 받고 합병증으로 사망했다. 경찰들은 존슨이 쇠파이프로 개 두 마리를 때리고 있다고 주장하는 한 남자의 긴급 호출에 응했다. 그리고 나서 경찰관들은 존슨을 제지하기 위해 물리력, 후추 스프레이, 테이저건을 사용했다. 그의 건강은 악화되기 시작했고, 결국 잭슨 메모리얼 병원으로 이송된 후 사망했다. H그의 가족은 이 사건이 경찰의 잔혹 행위였다고 주장했다.커리는 인터뷰와 음악에서 존슨의 죽음에 대해 말했다.
커리는 항상 다양한 만화책과 애니메이션 쇼로 그가 그림을 그리도록 영감을 주면서 예술에 대한 그의 사랑을 표현했다.
2017년 1월까지 커리는 XXX텐타시온(XXXTentacion), 로니 J(Ronny J), 그리고 그의 C9 컬렉션(C9 collective)의 다른 멤버들과 함께 자칭 ULT 하우스에서 살았다. 그 자신이 몬트리올과의 인터뷰에서 밝혔듯이, 그는 여자친구와 헤어진 후 그의 방 전체를 칠했고, ULT House에 살고 있는 다른 사람들도 그들의 벽에 그림을 그렸다. 그는 그 후 로스앤젤레스에서 살았다.
2021년 1월, 커리는 공유된 삼촌의 발견을 통해 자신이 래퍼 세인트루이스(St. Louis)와 관련이 있다는 것을 알게 되었다.

## 디스코그래피
- Nostalgic 64 (2013)
- Imperial (Denzel Curry album) (2016)
- Ta13oo (2018)
- Zuu (2019)
- Melt My Eyez See Your Future (2022)

## 관련 링크
- 덴젤 커리  - 공식 웹사이트
- (영어) 덴젤 커리 - Discogs
- 덴젤 커리 – 사운드클라우드